# Villa di San Lorenzo a Vigliano
Villa di San Lorenzo a Vigliano o del Mocale si trova nella strada delle Ginestre 6 a Ponzano, frazione di Barberino Val d'Elsa.

## Storia e descrizione
La villa nacque sul luogo dell'antico convento di San Lorenzo alle Grotte, noto dal 998 e citato in vari documenti. Un tradizione orale parla di un incendio che distrusse il convento nel XV o XVI secolo, in seguito al quale gli ambienti vennero riadattati, inizialmente, a magazzino e casa colonica, che in seguito fu ingrandita e adattata a diventare "casa da signore". La data incisa sul portale, 1771, segna probabilmente il compimento dei lavori di ingrandimento e sistemazione. Nel 1774, secondo il Repetti, soggiornò al Mocale il preposto Marco Lastri, che lasciò una bella descrizione della casa di campagna in cui fu accolto. Appartenne ai Vettori, ai Banti, ai Nardi-Dei, cui, nel 1966 tramite un matrimonio con una Rosselli Del Turco, succedettero gli attuali proprietari, i Flaccomio Nardi Dei.
La villa ha oggi una pianta complessa, con un nucleo quattrocentesco, lungo e basso, che venne rialzato e a cui furono affiancati altri locali, usati come deposito per le attività agricole. Il fronte venne però mantenuto unitario, nonostante qualche asimmetria che rivela la genesi diacronica del complesso.
Davanti alla villa si trova un giardino con pini secolari, circondato da un muro di cinta e affiancato dalle antiche scuderie e dalla cappella, dedicata a Santa Maria della Salute e rifatta nel XIX secolo. Essa ha la facciata a capanna con portale timpanato rialzato di sei gradini.